# ExpressJet Airlines
ExpressJet Airlines, Inc. (NYSE: XJT) fue una aerolínea estadounidense con sede en College Park, Georgia, Estados Unidos. Era una subsidiaria de propiedad total de SkyWest, Inc., compañía matriz de la aerolínea SkyWest Airlines hasta el 18 de diciembre de 2018, cuando se vendió a ManaAir, LLC por $70 millones de dólares y la asunción de todas las deudas. Antes de la adquisición por parte de SkyWest, era una aerolínea independiente y, anteriormente, una subsidiaria de Continental Airlines. ExpressJet Airlines, Inc., originalmente Continental Express, Inc., era una corporación de Delaware.
Aunque era una entidad comercial autónoma desde su desincorporación de Continental Airlines, Inc. en 2002, continuó operando como Continental Express para Continental Airlines desde los centros de operaciones en el Aeropuerto Intercontinental George Bush de Houston, el Aeropuerto Internacional Libertad de Newark de Newark, Nueva Jersey y el Aeropuerto Internacional de Cleveland-Hopkins de Cleveland, Ohio. Su centro de entrenamiento se encuentra en los terrenos del Aeropuerto Intercontinental George Bush en Houston.
En agosto de 2010, SkyWest Inc. acordó fusionarse con ExpressJet Holdings, mediante el cual la subsidiaria de propiedad absoluta de SkyWest Inc., Atlantic Southeast Airlines, compraría ExpressJet por $6.75 dólares por acción. Atlantic Southeast Airlines y ExpressJet se convirtieron en la aerolínea regional más grande del mundo el 12 de noviembre de 2010, una vez que finalizó la compra.
El 22 de noviembre de 2011, tanto ExpressJet como Atlantic Southeast Airlines obtuvieron un único certificado de operación que les permitió operar como una sola aerolínea, utilizando el antiguo distintivo de llamada "Acey" de Atlantic Southeast. A partir del 31 de diciembre de 2011, todos los vuelos comenzaron a operar bajo el nombre ExpressJet. ExpressJet actualmente opera como United Express.

## Flota Histórica
La aerolínea durante su existencia operó las siguientes aeronaves: